# Liste des albums numéro 1 au Circle Album Chart en 2022
Le Circle Album Chart, aussi connu sous le nom de Gaon Album Chart jusqu'à son changement de nom en juillet 2022, est un classement d'album sud-coréen qui publie les albums et les EP les plus vendus en Corée du Sud. Il fait partie du Circle Chart, qui a été lancé en février 2010. Les données sont traitées par le ministère de la Culture, des Sports et du Tourisme et la Korea Music Content Industry Association sur la base des ventes hebdomadaires et mensuelles d'albums physiques par six grands distributeurs sud-coréens : Kakao Entertainment, SM Entertainment, Sony Music Korea, Warner Music Korea, Universal Musique et Stone Musique Divertissement .
À la suite de l'annonce des résultats de la semaine 27 et du classement mensuel de juin, le Gaon Album Chart a été renommé Circle Album Chart conformément au changement de marque de Gaon en Circle. Il a également été annoncé que les ventes d'albums seraient publiées sur le média chaque semaine.

## Classement hebdomadaireClassement hebdomadaire
| Week ending date | Album                                   | Artist              | Weekly sales  | Ref.   |
| ---------------- | --------------------------------------- | ------------------- | ------------- | ------ |
| 1 janvier        | Universe                                | NCT                 | Not disclosed | [ 6 ]  |
| 8 janvier        | First Impact                            | Kep1er              | Not disclosed | [ 7 ]  |
| 15 janvier       | Dimension: Answer                       | Enhypen             | Not disclosed | [ 8 ]  |
| 22 janvier       | 2021 Winter SM Town: SMCU Express       | SM Town             | Not disclosed | [ 9 ]  |
| 29 janvier       | In:vite U                               | Pentagon            | Not disclosed | [ 10 ] |
| 5 février        | Crazy in Love                           | Itzy                | Not disclosed | [ 11 ] |
| 12 février       | Pilmography                             | Wonpil              | Not disclosed | [ 12 ] |
| 19 février       | The Second Step: Chapter One            | Treasure            | Not disclosed | [ 13 ] |
| 26 février       | Young-Luv.com                           | STAYC               | Not disclosed | [ 14 ] |
| 5 mars           | The Road: Winter for Spring             | Super Junior        | Not disclosed | [ 15 ] |
| 12 mars          | Ad Mare                                 | Nmixx               | Not disclosed | [ 16 ] |
| 19 mars          | Oddinary                                | Stray Kids          | Not disclosed | [ 17 ] |
| 26 mars          | Liberty: In Our Cosmos                  | Cravity             | Not disclosed | [ 18 ] |
| 2 avril          | Glitch Mode                             | NCT Dream           | Not disclosed | [ 19 ] |
| 9 avril          | Love Dive                               | Ive                 | Not disclosed | [ 20 ] |
| 16 avril         | The ReVe Festival 2022 – Feel My Rhythm | Red Velvet          | Not disclosed | [ 21 ] |
| 23 avril         | Glitch Mode                             | NCT Dream           | Not disclosed | [ 22 ] |
| 30 avril         | Shape of Love                           | Monsta X            | Not disclosed | [ 23 ] |
| 7 mai            | Im Hero                                 | Lim Young-woong     | Not disclosed | [ 24 ] |
| 14 mai           | Minisode 2: Thursday's Child            | Tomorrow X Together | Not disclosed | [ 25 ] |
| 21 mai           | Drive to the Starry Road                | Astro               | Not disclosed | [ 26 ] |
| 28 mai           | Face the Sun                            | Seventeen           | Not disclosed | [ 27 ] |
| 4 juin           | Beatbox                                 | NCT Dream           | Not disclosed | [ 28 ] |
| 11 juin          | Proof                                   | BTS                 | Not disclosed | [ 29 ] |
| 18 juin          | Proof                                   | BTS                 | Not disclosed | [ 30 ] |
| 25 juin          | Im Nayeon                               | Nayeon              | Not disclosed | [ 31 ] |
| 2 juillet        | From Our Memento Box                    | Fromis 9            | 138,182       | [ 32 ] |
| 9 juillet        | Girls                                   | Aespa               | 1,426,487     | [ 33 ] |
| 16 juillet       | Checkmate                               | Itzy                | 700,000       | [ 34 ] |
| 23 juillet       | Sector 17                               | Seventeen           | 1,316,712     | [ 35 ] |
| 30 juillet       | The World EP.1: Movement                | Ateez               | 810,232       | [ 36 ] |
| 6 août           | The World EP.1: Movement                | Ateez               | 164,757       | [ 37 ] |
| 13 août          | New Jeans                               | NewJeans            | 335,588       | [ 38 ] |
| 20 août          | Be Aware                                | The Boyz            | 439,600       | [ 39 ] |
| 27 août          | After Like                              | Ive                 | 1,081,201     | [ 40 ] |
| 3 septembre      | Gasoline                                | Key                 | 81,461        | [ 41 ] |
| 10 septembre     | Malus                                   | Oneus               | 157,314       | [ 42 ] |
| 17 septembre     | Born Pink                               | Blackpink           | 2,141,281     | [ 43 ] |
| 24 septembre     | Entwurf                                 | Nmixx               | 483,736       | [ 44 ] |
| 1 octobre        | New Wave                                | Cravity             | 183,792       | [ 45 ] |
| 8 octobre        | Maxident                                | Stray Kids          | 1,602,930     | [ 46 ] |
| 15 octobre       | Maxident                                | Stray Kids          | 736,394       | [ 47 ] |
| 22 octobre       | I Love                                  | (G)I-dle            | 637,090       | [ 48 ] |
| 29 octobre       | The Astronaut                           | Jin                 | 508,662       | [ 49 ] |
| 5 novembre       | Maxident                                | Stray Kids          | 389,507       | [ 50 ] |
| 12 novembre      | The Astronaut                           | Jin                 | 224,390       | [ 51 ] |
| 19 novembre      | Last Scene                              | Chen                | 85,171        | [ 52 ] |
| 26 novembre      | On and On                               | Tempest             | 86,392        | [ 53 ] |
| 3 décembre       | Cheshire                                | Itzy                | 779,525       | [ 54 ] |
| 10 décembre      | Proof                                   | BTS                 | 163,723       | [ 55 ] |
| 17 décembre      | The Road: Celebration                   | Super Junior        | 147,253       | [ 56 ] |
| 24 décembre      | Candy                                   | NCT Dream           | 1,341,794     | [ 57 ] |
| 31 décembre      | Spin Off: From the Witness              | Ateez               | 252,291       | [ 58 ] |

## Classement mensuels
| Mois      | Album                        | Artiste    | Ventes    | Ref.   |
| --------- | ---------------------------- | ---------- | --------- | ------ |
| Janvier   | Dimension: Answer            | Enhypen    | 723 478   | [ 59 ] |
| Février   | The Second Step: Chapter One | Treasure   | 617 748   | [ 60 ] |
| Mars      | Glitch Mode                  | NCT Dream  | 1 646 949 | [ 61 ] |
| Avril     | Love Dive                    | Ive        | 544 339   | [ 62 ] |
| Mai       | Face the Sun                 | Seventeen  | 2 239 351 | [ 63 ] |
| Juin      | Proof                        | BTS        | 2 957 410 | [ 64 ] |
| Juillet   | Girls                        | Aespa      | 1 645 255 | [ 65 ] |
| Août      | After Like                   | Ive        | 1 110 177 | [ 66 ] |
| Septembre | Born Pink                    | Blackpink  | 2 457 206 | [ 67 ] |
| Octobre   | Maxident                     | Stray Kids | 2 748 722 | [ 68 ] |
| Novembre  | Cheshire                     | Itzy       | 779 455   | [ 69 ] |
| Décembre  | Candy                        | NCT Dream  | 1 395 187 | [ 70 ] |